# Computer Graphics Metafile
Das Computer Graphics Metafile-Format (CGM) ist ein freies, offenes und international standardisiertes Datei-Format für 2D-Grafiken, welches definiert und genormt ist nach ISO/IEC 8632. CGM wird in vielen verschiedenen Industriezweigen als Standard-Format für geräteunabhängige, zweidimensionale Grafik-Daten verwendet. Es handelt sich um ein vektorbasiertes Grafikformat. Es enthält typischerweise Informationen über Polygone, Linien und Text mit Eigenschaften wie Farbe und Größe. Die W3C WebCGM Arbeitsgruppe wurde 2011 aufgelöst.

## Versionen
- Version 1: (1987)

Standardisierung durch ANSI und ISO als Norm ISO/IEC 8632-1.
- Version 2: (1990)

Einführung von Segmenten und wiederverwendbaren Gruppen.
- Version 3: (1992)

Erweiterung durch Polybézier-Kurven und Rastergrafik-Elemente. Einführung von Application Profiles.
- Version 4: (1995)

Erweiterung um Application Structures, Hotspots, Hyperlinks etc.
Durch die letzten Erweiterungen erhalten CGM-Dateien eine wachsende Bedeutung in Web-Umgebungen. Dort wird das WebCGM-Format z. B. dazu verwendet, Grafiken in interaktiven elektronischen Katalogen und Handbüchern darzustellen.

## Software
In der Regel werden die Illustrationen nach bestimmten Regeln (z. B. wie in der S1000D beschrieben) in einer Grafik-Software erstellt. Anschließend werden sie dort heraus in das Format CGM exportiert. Der Illustrator erhält dazu vom Auftraggeber der Illustration die Exportdetails, wie etwa das Profil (z. B. S1000D V 4.2) und die CGM-Version (z. B. Version 4).

### Autorensoftware
- CorelDRAW Technical Suite